# Santa María de Labranza
Santa María de Labranza, también llamado Hacienda Santa María de Labranza, es un barrio de la ciudad chilena de Labranza, perteneciente a la comuna de Temuco.

## Historia

### Época precolombina
Desde tiempos prehistóricos, estos terrenos tuvieron una extensa e intensiva ocupación por parte de comunidades humanas.
Como vestigio de la presencia indígena en el sector, en la zona norte del barrio se ubica un rehue, altar ceremonial mapuche. Según miembros de una comunidad indígena próxima, en las cercanías de la intersección de la avenida Hacienda Santa María y la calle La Llavería, existía un antiguo cementerio mapuche denominado Eltun.

### Construcción del barrio
La construcción del barrio se inició en 2009. Las obras se han desarrollado en distintas etapas y están a cargo de la empresa Socovesa. El proyecto inmobiliario consiste en la construcción de entre 2833 (según datos de Socovesa) y alrededor de 3750 viviendas (Superintendencia del Medio Ambiente —SMA—), con un costo de entre 1000 y 1400 unidades de fomento (entre 36 000 y 50 000 dólares estadounidenses de 2016) por casa. Además, se están habilitando áreas verdes y equipamiento comunitario.
Al lado oeste, se ubica el barrio Los Presidentes (antes, llamado Altos de Labranza), que originalmente se encontraba dentro del proyecto de Santa María de Labranza pero que fue vendido por Socovesa a otra empresa constructora.
Según Sovovesa, se estima el final de las obras para el año 2035, aunque la SMA indicó que las etapas estarán completas en un plazo de 10 a 15 años.

### Fiscalización de la Superintendencia del Medio Ambiente
En 2017, la SMA, la Corporación Nacional de Desarrollo Indígena y el Consejo de Monumentos Nacionales (CMN) fiscalizaron el barrio, luego de una denuncia presentada por la comunidad indígena Antonio Coliné, ubicada al norte de Santa María de Labranza. La denuncia indicaba que durante la construcción, se produjeron intervenciones en sitios de interés cultural y arqueológico, encontrándose restos, como piezas de cerámica, cántaros y osamentas, lo que no fue debidamente manejado por la empresa. Además, durante las visitas de los fiscalizadores, miembros de la comunidad indicaron que el humo salido de las chimeneas de las viviendas del barrio les afectaba directamente. Como resultado, la SMA y el CMN monitorean permanentemente la remoción de terreno por parte de Socovesa, comprometiéndose la constructora a informar a las autoridades el hallazgo de objetos arqueológicos.

### Ataque incendiario
La madrugada del viernes, 1 de noviembre de 2019 se perpetró un ataque en el que resultaron incendiados 4 camiones y 1 retroexcavadora pertenecientes a un contratista que prestaba servicios para la constructora Socovesa.

## Geografía
Se ubica en el extremo occidental de la ciudad de Labranza, a la altura del kilómetro 15,5 de la Ruta S-40.

### Límites
En 2016, sus límites eran la Ruta S-40 por el sur; el borde oriental de la calle La Lechería, el barranco que divide la parte baja de Labranza con el alto, y el borde oriental de la calle El Arriero por el este; la calle Volcán Villarrica por el norte; y el borde occidental del pasaje La Empastada por el oeste.
Hoy, los límites han cambiado pues el barrio se extendió hacia el norte, y en el futuro cruzarán la Ruta S-40 para ampliarse hacia el sur.

### Barrios limítrofes
Los barrios que limitan con Santa María de Labranza son:
|                        |                    |                       |
| Oeste: Los Presidentes |                    | Este: Los Castaños II |
|                        | Sur: Altos del Sol |                       |

## Transporte

### Arterias viales
La única vía de acceso es la Ruta S-40 (anteriormente, Ruta S-30). Se encuentran en carpeta una arteria vial que la conecte con la calle Los Raulíes, y la calzada norte de Volcán Villarrica entre la avenida Hacienda Santa María y la calle 1 Oriente.
Sus principales arterias viales son Alambrada, Cuatro Esquinas, El Arriero, El Barbecho, El Galpón, El Pórtico, El Pozo, Hacienda Santa María, La Avena, La Cebada, La Empastada, La Estancia, La Finca, La Herradura, La Llavería, La Lechería, La Parva, La Pradera, La Quinta, Las Aspas, Las Bodegas, Las Carretas, Las Estacas, Las Perdices, Las Puertas, Las Trancas, Los Corrales, Los Pajonales, Los Portones, Los Quintales, Los Yugos, Presidente Federico Errázuriz Zañartu y Volcán Villarrica.

### Autobuses urbanos
Las líneas de autobuses urbanos que transitan por el barrio son:
- 1C: Cajón-Labranza.[8]
- 5C: Labranza-San Antonio.[9]

### Taxis colectivos
Las líneas de taxis colectivos que circulan por Santa María de Labranza son:
- 30 nocturno: Santa María de Labranza-Centro de Temuco.
- 30 variante 1: Jardines de Labranza-Santa María de Labranza.
- 30 variante 2: Los Fundadores-Santa María de Labranza.

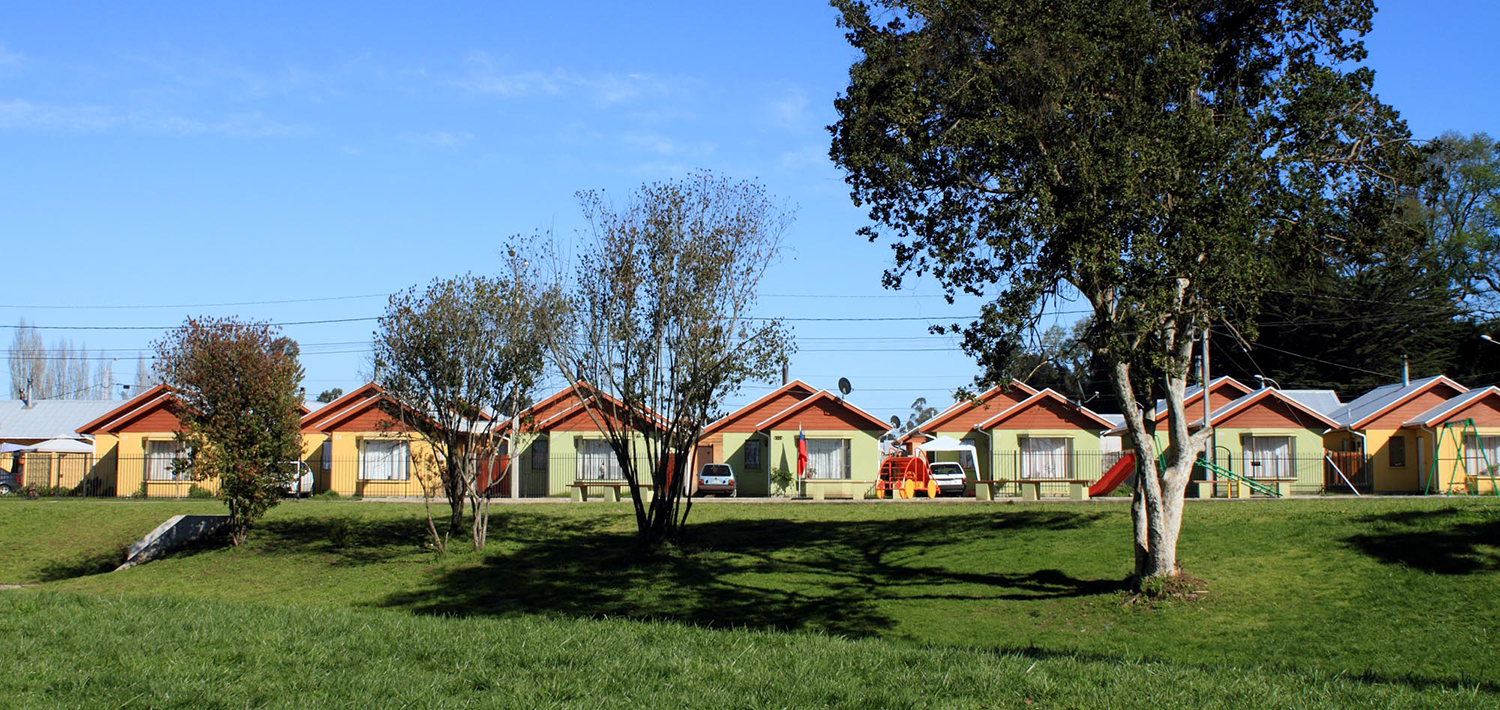
Barrio Santa María de Labranza.

## Vivienda
Las casas del barrio fueron construidas por la empresa Socovesa, que ofreció 3 modelos: de 53, 61 y 71 metros cuadrados. Poseen sistema de aislamiento térmico envolvente y ventanas con termopanel en dormitorios. Fueron adquiridas mediante el subsidio DS-19.
Actualmente, se construye un condominio de 2 edificios de 4 pisos cada uno, con departamentos de 56 (2 dormitorios y 1 baño) y 62 metros cuadrados (3 dormitorios y 1 baño). Poseen sala de estar y comedor con piso termolaminado, dormitorios alfombrados, armarios, bañera de acero esmaltado, cocina con mueble aéreo, fregadero de acero inoxidable, calentador de agua de tiro forzado, calefacción con placas eléctricas a muro, terraza con piso de cerámica, y el aislamiento térmico y las ventanas con termopanel que también tienen las casas. Se encuentran en venta en verde, también por medio del subsidio DS-19.

## Urbanismo
El barrio posee áreas verdes con juegos infantiles, y una multicancha.